# Куп Милан Цига Васојевић 2013.
Куп Милан Цига Васојевић је 2013. године одржан по седми пут као национални кошаркашки куп Србије. Домаћин завршног турнира био је Лазаревац у периоду од 7. до 11. фебруара 2013, а сви мечеви су одиграни у сали спортског рекреативног центра Колубара.

## Учесници
На завршном турниру учествује укупно 8 клубова, а право учешћа клуб може стећи по једном од два основа:
- Као учесник Међународне женске регионалне лиге 2012/13.
  - По овом основу пласман су обезбедили Партизан, Радивој Кораћ, Војводина и Вршац.
- Као једна од четири најбоље пласиране екипе на крају првог дела такмичења у Првој лиги Србије 2012/13.
  - По овом основу пласман су обезбедили Црвена звезда, Јагодина 2001, Раднички Крагујевац и Шабац.

## Дворана
| Лазаревац        | ЛазаревацКуп Милан Цига Васојевић 2013. на карти Србије |
| СРЦ Колубара     | ЛазаревацКуп Милан Цига Васојевић 2013. на карти Србије |
| Капацитет: 1.500 | ЛазаревацКуп Милан Цига Васојевић 2013. на карти Србије |
|                  | ЛазаревацКуп Милан Цига Васојевић 2013. на карти Србије |

## Четвртфинале
Жреб парова четвртине финала Купа Милан Цига Васојевић 2013. обављен је 13. фебруара 2013. у просторијама општине Лазаревац.
| 21. 2. 2013. 17:00 |                                                                  | Војводина | 87 : 60                                                    | Шабац | СРЦ Колубара, Лазаревац Гледаоци: 200 Судије: Слободан Павлица, Јелена Панић, Тијана Мрђа |  |
| 21. 2. 2013. 17:00 | Четвртине: 18-11, 17-14, 30-16, 22-19                            |           |                                                            |       | СРЦ Колубара, Лазаревац Гледаоци: 200 Судије: Слободан Павлица, Јелена Панић, Тијана Мрђа |  |
| 21. 2. 2013. 17:00 | Поени: Поповић 16 Скокови: Иванчевић 11 Асистенције: Иванчевић 4 |           | Вуковић, Велисављевић, Золотић 12 Велисављевић 5 Золотић 6 |       | СРЦ Колубара, Лазаревац Гледаоци: 200 Судије: Слободан Павлица, Јелена Панић, Тијана Мрђа |  |

| 21. 2. 2013. 19:30 |                                                                    | Партизан | 77 : 62                         | Црвена звезда | СРЦ Колубара, Лазаревац Гледаоци: 1500 Судије: Милорад Милојковић, Зоран Влаховић, Бранко Воркапић |  |
| 21. 2. 2013. 19:30 | Четвртине: 18-18, 18-15, 22-15, 19-14                              |          |                                 |               | СРЦ Колубара, Лазаревац Гледаоци: 1500 Судије: Милорад Милојковић, Зоран Влаховић, Бранко Воркапић |  |
| 21. 2. 2013. 19:30 | Поени: Квинан 24 Скокови: Квинан 12 Асистенције: Радочај, Мандић 4 |          | Станачев 12 Станачев 9 Никшић 5 |               | СРЦ Колубара, Лазаревац Гледаоци: 1500 Судије: Милорад Милојковић, Зоран Влаховић, Бранко Воркапић |  |

| 22. 2. 2013. 17:00 |                                                                        | Радивој Кораћ | 83 : 54                          | Раднички Крагујевац | СРЦ Колубара, Лазаревац Гледаоци: 200 Судије: Андрија Димовски, Игор Ђорђевић, Ивана Миловановић |  |
| 22. 2. 2013. 17:00 | Четвртине: 26-14, 26-15, 13-13, 18-12                                  |               |                                  |                     | СРЦ Колубара, Лазаревац Гледаоци: 200 Судије: Андрија Димовски, Игор Ђорђевић, Ивана Миловановић |  |
| 22. 2. 2013. 17:00 | Поени: Поповић 16 Скокови: Поповић, Ступар 6 Асистенције: 4 играчица 2 |               | Милић 20 Јовановић 5 Првуловић 6 |                     | СРЦ Колубара, Лазаревац Гледаоци: 200 Судије: Андрија Димовски, Игор Ђорђевић, Ивана Миловановић |  |

| 22. 2. 2013. 19:30 |                                                                           | Вршац | 87 : 76                         | Јагодина 2001 | СРЦ Колубара, Лазаревац Гледаоци: 200 Судије: Славимир Стошовић, Иван Недељковић, Драган Матић |  |
| 22. 2. 2013. 19:30 | Четвртине: 18-18, 29-18, 19-22, 21-18                                     |       |                                 |               | СРЦ Колубара, Лазаревац Гледаоци: 200 Судије: Славимир Стошовић, Иван Недељковић, Драган Матић |  |
| 22. 2. 2013. 19:30 | Поени: Јакшић, Марјановић 20 Скокови: Марјановић 14 Асистенције: Јакшић 5 |       | Грубор 26 Ђорђевић 7 Ђорђевић 5 |               | СРЦ Колубара, Лазаревац Гледаоци: 200 Судије: Славимир Стошовић, Иван Недељковић, Драган Матић |  |

## Полуфинале
| 23. 2. 2013. 17:00 |                                                               | Војводина | 63 : 79                       | Партизан | СРЦ Колубара, Лазаревац Гледаоци: 400 Судије: Миодраг Лицина, Ивана Ивановић, Тибор Хеђеши |  |
| 23. 2. 2013. 17:00 | Четвртине: 16-25, 17-16, 15-20, 15-18                         |           |                               |          | СРЦ Колубара, Лазаревац Гледаоци: 400 Судије: Миодраг Лицина, Ивана Ивановић, Тибор Хеђеши |  |
| 23. 2. 2013. 17:00 | Поени: Матовић 18 Скокови: Иванчевић 7 Асистенције: Крњетин 3 |           | Дабовић 25 Мандић 9 Радочај 7 |          | СРЦ Колубара, Лазаревац Гледаоци: 400 Судије: Миодраг Лицина, Ивана Ивановић, Тибор Хеђеши |  |

| 23. 2. 2013. 19:30 |                                                                | Радивој Кораћ | 77 : 59                            | Вршац | СРЦ Колубара, Лазаревац Гледаоци: 250 Судије: Предраг Миловановић, Владимир Весковић, Јовица Пеулић |  |
| 23. 2. 2013. 19:30 | Четвртине: 21-14, 15-12, 18-18, 23-15                          |               |                                    |       | СРЦ Колубара, Лазаревац Гледаоци: 250 Судије: Предраг Миловановић, Владимир Весковић, Јовица Пеулић |  |
| 23. 2. 2013. 19:30 | Поени: Јовановић 13 Скокови: Брајковић 11 Асистенције: Чолић 6 |               | Јанковић 15 Марјановић 10 Јакшић 5 |       | СРЦ Колубара, Лазаревац Гледаоци: 250 Судије: Предраг Миловановић, Владимир Весковић, Јовица Пеулић |  |

## Финале
| 24. 2. 2013. 18:00 |                                                           | Партизан | 103 : 71                                              | Радивој Кораћ | СРЦ Колубара, Лазаревац Гледаоци: 1500 Судије: Урош Николић, Наташа Виријевић, Александар Милојевић |  |
| 24. 2. 2013. 18:00 | Четвртине: 32-23, 18-16, 36-11, 17-21                     |          |                                                       |               | СРЦ Колубара, Лазаревац Гледаоци: 1500 Судије: Урош Николић, Наташа Виријевић, Александар Милојевић |  |
| 24. 2. 2013. 18:00 | Поени: Квинан 23 Скокови: Квинан 7 Асистенције: Радочај 4 |          | Ајановић 22 Чолић, Ајановић 9 Чолић, Бероња, Капор, 3 |               | СРЦ Колубара, Лазаревац Гледаоци: 1500 Судије: Урош Николић, Наташа Виријевић, Александар Милојевић |  |

| Освајач Купа Милан Цига Васојевић 2013. |
| --------------------------------------- |
| ЖКК Партизан 2. титула.                 |